# Johan Ernst van Saksen-Saalfeld
Johan Ernst van Saksen-Saalfeld (Gotha, 22 augustus 1658 - Saalfeld, 17 december 1729) was van 1575 samen met zijn zes broers hertog van Saksen-Gotha en na de verdeling van Saksen-Gotha in 1680 tot aan zijn dood hertog van Saksen-Saalfeld. Hij behoorde tot de Ernestijnse linie van het huis Wettin.

## Levensloop
Johan Ernst was de jongste zoon van hertog Ernst I van Saksen-Gotha en diens echtgenote Elisabeth Sophia, dochter van hertog Johan Filips van Saksen-Altenburg. In 1677 nam hij in de Republiek der Zeven Verenigde Nederlanden deel aan de veldtocht tegen Frankrijk.
Na het overlijden van zijn vader in 1675 regeerde Johan Ernst samen met zijn zes broers over het Saksen-Gotha. In 1680 verdeelden de broers Saksen-Gotha-Altenburg, waarbij Johan Ernst het kleine hertogdom Saksen-Saalfeld kreeg. Ook kreeg hij van zijn oudste broer Frederik I van Saksen-Gotha-Altenburg een jaarlijkse rente toegewezen. Omdat Johan Ernst en zijn broer Ernst van Saksen-Hildburghausen zich bij de deling erg benadeeld voelden, protesteerden ze tegen de landsverdeling. Dit leidde tot een broedertwist, die nog verergerde nadat zijn broers Albrecht van Saksen-Coburg, Hendrik van Saksen-Römhild en Christiaan van Saksen-Eisenberg zonder erfgenamen stierven. Er ontstond een successieoorlog tussen de vier overige broers en hun nakomelingen, die uiteindelijk in 1735 zou opgelost worden, zes jaar na het overlijden van Johan Ernst. Om zijn aanspraken op het hertogdom Saksen-Coburg door te drukken moest Johan Ernst het voornamelijk opnemen tegen zijn broer Bernhard I van Saksen-Meiningen.
In 1680 liet hij het door zijn broer Albrecht aangelegde residentieslot in Saalfeld verder ombouwen en in 1691 betrok Johan Ernst het slot. In vergelijking met zijn broers was Johan Ernst veel minder spilzuchtig; hij bevorderde de bergbouw en stichtte een munthuis. In 1719 bood August II van Polen, eveneens keurvorst van Saksen, hem de functie van administrator van Keursaksen aan, maar Johan Ernst weigerde. In december 1729 stierf hij op 71-jarige leeftijd. 

## Huwelijken en nakomelingen
Op 18 februari 1680 huwde Johan Ernst met Sophia Hedwig (1660-1686), dochter van hertog Christiaan I van Saksen-Merseburg. Ze kregen drie kinderen: 
- Christiane Sophia (1681-1697)
- Christiaan Ernst (1683-1745), hertog van Saksen-Coburg-Saalfeld
- Charlotte Wilhelmina (1685-1767), huwde in 1705 met graaf Filips Reinhard van Hanau-Münzenberg

Op 2 december 1690 huwde hij met zijn tweede echtgenote Charlotte Johanna van Waldeck-Wildungen (1664-1699), dochter van graaf Josias II van Waldeck-Wildungen. Ze kregen zeven kinderen:
- Willem Frederik (1691-1720)
- Karel Ernst (1692-1720)
- Sophia Wilhelmina (1693-1727), huwde in 1720 met vorst Frederik Anton van Schwarzburg-Rudolstadt
- Henriette Albertina (1694-1695)
- Louisa Emilie (1695-1713)
- Frans Jozias (1697-1764), hertog van Saksen-Coburg-Saalfeld
- Henriette Albertina (1698-1728)

## Voorouders
| Voorouders van Johan Ernst van Saksen-Coburg-Saalfeld | Voorouders van Johan Ernst van Saksen-Coburg-Saalfeld                                         | Voorouders van Johan Ernst van Saksen-Coburg-Saalfeld                                         | Voorouders van Johan Ernst van Saksen-Coburg-Saalfeld                                         | Voorouders van Johan Ernst van Saksen-Coburg-Saalfeld                                         | Voorouders van Johan Ernst van Saksen-Coburg-Saalfeld                                            | Voorouders van Johan Ernst van Saksen-Coburg-Saalfeld                                            | Voorouders van Johan Ernst van Saksen-Coburg-Saalfeld                                            | Voorouders van Johan Ernst van Saksen-Coburg-Saalfeld                                            |
| ----------------------------------------------------- | --------------------------------------------------------------------------------------------- | --------------------------------------------------------------------------------------------- | --------------------------------------------------------------------------------------------- | --------------------------------------------------------------------------------------------- | ------------------------------------------------------------------------------------------------ | ------------------------------------------------------------------------------------------------ | ------------------------------------------------------------------------------------------------ | ------------------------------------------------------------------------------------------------ |
| Overgrootouders                                       | Johan Willem van Saksen-Weimar (1530–1537) ∞ Dorothea Susanna van de Palts (1544-1592)        | Johan Willem van Saksen-Weimar (1530–1537) ∞ Dorothea Susanna van de Palts (1544-1592)        | Joachim Ernst van Anhalt (1536-1586) ∞ Eleonora van Württemberg (1552-1618)                   | Joachim Ernst van Anhalt (1536-1586) ∞ Eleonora van Württemberg (1552-1618)                   | Frederik Willem I van Saksen-Weimar (1562-1602) ∞ Sophia van Württemberg (1563-1590)             | Frederik Willem I van Saksen-Weimar (1562-1602) ∞ Sophia van Württemberg (1563-1590)             | Hendrik Julius van Brunswijk-Wolfenbüttel (1564–1613) ∞ Dorothea van Saksen (1563-1587)          | Hendrik Julius van Brunswijk-Wolfenbüttel (1564–1613) ∞ Dorothea van Saksen (1563-1587)          |
| Grootouders                                           | Johan III van Saksen-Weimar (1570–1605) ∞ Dorothea Maria van Anhalt (1574-1617)               | Johan III van Saksen-Weimar (1570–1605) ∞ Dorothea Maria van Anhalt (1574-1617)               | Johan III van Saksen-Weimar (1570–1605) ∞ Dorothea Maria van Anhalt (1574-1617)               | Johan III van Saksen-Weimar (1570–1605) ∞ Dorothea Maria van Anhalt (1574-1617)               | Johan Filips van Saksen-Altenburg (1597-1639) ∞ Elisabeth van Brunswijk-Wolfenbüttel (1593-1650) | Johan Filips van Saksen-Altenburg (1597-1639) ∞ Elisabeth van Brunswijk-Wolfenbüttel (1593-1650) | Johan Filips van Saksen-Altenburg (1597-1639) ∞ Elisabeth van Brunswijk-Wolfenbüttel (1593-1650) | Johan Filips van Saksen-Altenburg (1597-1639) ∞ Elisabeth van Brunswijk-Wolfenbüttel (1593-1650) |
| Ouders                                                | Ernst I van Saksen-Gotha (1601–1675) ∞ 1636 Elisabeth Sophia van Saksen-Altenburg (1619-1680) | Ernst I van Saksen-Gotha (1601–1675) ∞ 1636 Elisabeth Sophia van Saksen-Altenburg (1619-1680) | Ernst I van Saksen-Gotha (1601–1675) ∞ 1636 Elisabeth Sophia van Saksen-Altenburg (1619-1680) | Ernst I van Saksen-Gotha (1601–1675) ∞ 1636 Elisabeth Sophia van Saksen-Altenburg (1619-1680) | Ernst I van Saksen-Gotha (1601–1675) ∞ 1636 Elisabeth Sophia van Saksen-Altenburg (1619-1680)    | Ernst I van Saksen-Gotha (1601–1675) ∞ 1636 Elisabeth Sophia van Saksen-Altenburg (1619-1680)    | Ernst I van Saksen-Gotha (1601–1675) ∞ 1636 Elisabeth Sophia van Saksen-Altenburg (1619-1680)    | Ernst I van Saksen-Gotha (1601–1675) ∞ 1636 Elisabeth Sophia van Saksen-Altenburg (1619-1680)    |
| Johan Ernst van Saksen-Saalfeld (1658–1729)           |                                                                                               |                                                                                               |                                                                                               |                                                                                               |                                                                                                  |                                                                                                  |                                                                                                  |                                                                                                  |